# Església de Sant Jordi de Pavnisi
L'església de Sant Jordi de Pavnisi (en georgià: ფავნისის წმინდა გიორგის ეკლესია) és un temple pertanyent a l'Església ortodoxa georgiana, que està situat en un antic cementiri al sud del poble modern de Gariqula, al territori que històricament es coneixia com a Pavnisi, regió de Xida Kartli, a Geòrgia. És una església de planta de saló del segle IX-X. Coneguda pels seus frescs, que daten de la segona meitat del segle xii. Forma part de la llista de Monuments Culturals destacats de Geòrgia.

## Descripció

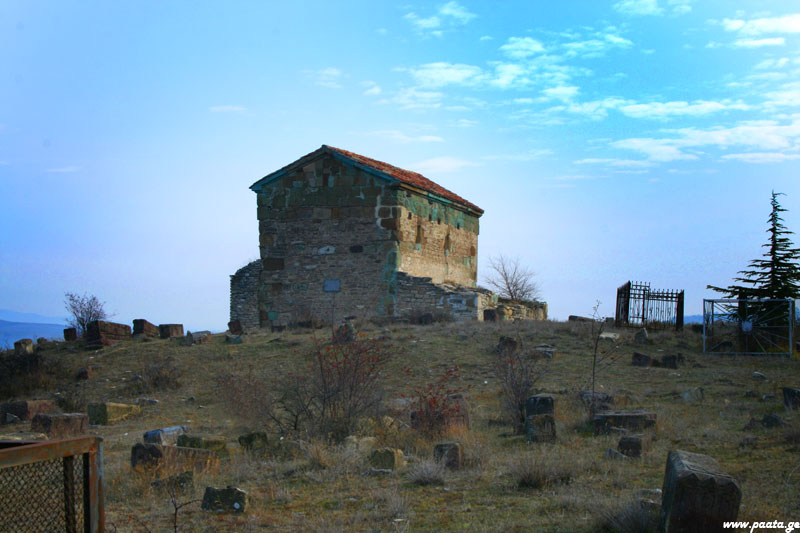
Vista de l'església junt al cementiri

Construïda en pedra arenosa i tuf, fa 12,4 m × 10,8 m, i té una planta de saló simple amb un absis semicircular a l'est. L'església està coberta per una volta de canó semicilíndrica sostinguda per arcs sobre pilastres. Es pot accedir a l'edifici a través d'una porta al mur sud. Una capella baixa, un eukterion, ara mig arruïnat, s'annexa a la façana sud de l'església. A la façana est, hi ha creus ornamentals esculpides en ambdós costats de la finestra i una representació d'una serp empassant-se el sol sobre una gran llosa de gres col·locada sobre la finestra.

## Frescs
Les parets de l'interior tenen frescs d'alt valor artístic, realitzats entre 1170 i 1180 i pintats sobre una capa anterior de murals que es poden rastrejar a les parets nord i sud. L'estil de les pintures demostra que l'artista coneixia bé els models romans d'Orient. Les pintures, que destaquen per l'harmonia del color i la puresa de la línia, s'han esvaït sobre manera o s'han desenganxat, però es troben en un estat de conservació relativament millor en l'absis.
El semicercle de l'altar està adornat amb la Deisi. Al registre mitjà hi ha figures del bust dels dotze apòstols i a la part inferior es representa els deu pares de l'Església i dos diaques en dues files que convergeixen en la Santa Creu dins d'un medalló amb la imatge de Mandílion just sota seu. El mur oest està ocupat amb un cicle cristològic, que conté la transfiguració de Jesús, i sota, la Pentecosta i l'Entrada triomfal a Jerusalem.
També hi ha un extens cicle sobre la vida i martiri de sant Jordi, que consta de cinc escenes, inclosa la que el representa rescatant un jove de la captivitat, una de les representacions més antigues de la llegenda en l'art cristià. Que la veneració de sant Jordi va ser especialment gran a la Geòrgia medieval, s'il·lustra amb un retrat d'un donant al mur nord, on dues figures imponents de laics nobles i un nen entre ells es mostren resant, amb Jordi com el sant intercessor. Flanquejant l'escena, es mostren imatges d'espases i escuts. Els donants són probablement membres de la família noble de Pavneli, coneguda pels registres medievals.